# Cratere Matthay
Matthay è un cratere sulla superficie di Giapeto.